# Washington County (North Carolina)
Washington County ist ein County im Bundesstaat North Carolina der Vereinigten Staaten. Der Verwaltungssitz (County Seat) ist Plymouth.

## Geographie
Das County liegt im Osten von North Carolina, ist im Norden etwa 85 km von Virginia entfernt und hat eine Fläche von 1009 Quadratkilometern, wovon 197 Quadratkilometer Wasserfläche sind. Es grenzt im Uhrzeigersinn an folgende Countys: Chowan County, Perquimans County, Tyrrell County, Hyde County, Beaufort County, Martin County und Bertie County.
Washington County ist in vier Townships aufgeteilt: Lees Mill, Plymouth, Scuppernong und Skinnersville.

## Geschichte
Washington County wurde 1799 aus Teilen des Tyrrell County gebildet. Benannt wurde es nach dem Präsidenten George Washington.

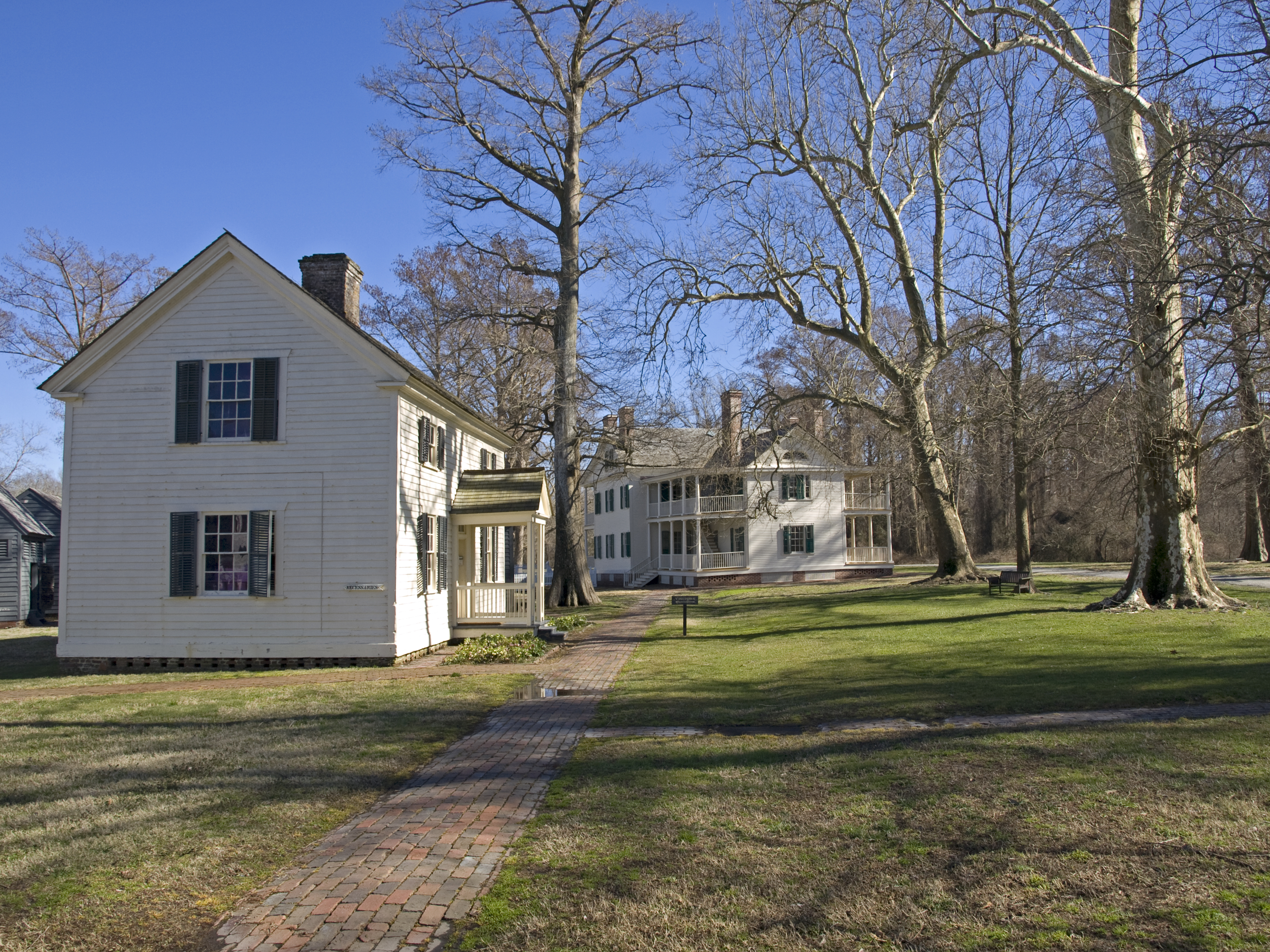
Die Somerset Place State Historic Site (2014) ist einer von zehn Einträgen des Countys im National Register of Historic Places.

Zehn Bauwerke und Stätten des Countys sind insgesamt im National Register of Historic Places eingetragen (Stand 18. März 2018).

## Demografische Daten
Nach der Volkszählung im Jahr 2000 lebten im Washington County 13.723 Menschen in 5.367 Haushalten und 3.907 Familien. Die Bevölkerungsdichte betrug 15 Einwohner pro Quadratkilometer. Ethnisch betrachtet setzte sich die Bevölkerung zusammen aus 48,28 Prozent Weißen, 48,94 Prozent Afroamerikanern, 0,05 Prozent amerikanischen Ureinwohnern, 0,32 Prozent Asiaten, 0,04 Prozent Bewohnern aus dem pazifischen Inselraum und 1,66 Prozent aus anderen ethnischen Gruppen; 0,70 Prozent stammten von zwei oder mehr Ethnien ab. 2,27 Prozent der Bevölkerung waren spanischer oder lateinamerikanischer Abstammung.
Von den 5.367 Haushalten hatten 31,7 Prozent Kinder unter 18 Jahren, die bei ihnen lebten. 50,1 Prozent davon waren verheiratete, zusammenlebende Paare, 18,8 Prozent waren allein erziehende Mütter und 27,2 Prozent waren keine Familien. 24,7 Prozent waren Singlehaushalte und in 11,7 Prozent lebten Menschen mit 65 Jahren oder älter. Die Durchschnittshaushaltsgröße betrug 2,52 und die durchschnittliche Familiengröße war 2,99 Personen.
26,0 Prozent der Bevölkerung waren unter 18 Jahre alt. 7,7 Prozent zwischen 18 und 24 Jahre, 25,0 Prozent zwischen 25 und 44 Jahre, 25,8 Prozent zwischen 45 und 64, und 15,5 Prozent waren 65 Jahre alt oder Älter. Das Durchschnittsalter betrug 39 Jahre. Auf alle weibliche Personen kamen 89,7 männliche Personen. Auf alle Frauen im Alter von 18 Jahren oder darüber kamen 86,1 Männer.
Das jährliche Durchschnittseinkommen eines Haushalts betrug 28.865 $ und das jährliche Durchschnittseinkommen einer Familie betrug 34.888 $. Männer hatten ein durchschnittliches Einkommen von 27.058 $ gegenüber den Frauen mit 19.477 $. Das Prokopfeinkommen betrug 14.994 $. 21,8 Prozent der Bevölkerung und 17,6 Prozent der Familien lebten unterhalb der Armutsgrenze. 31,5 Prozent von ihnen sind Kinder und Jugendliche unter 18 Jahre und 19,2 Prozent sind 65 Jahre oder älter.